# Vilamoura

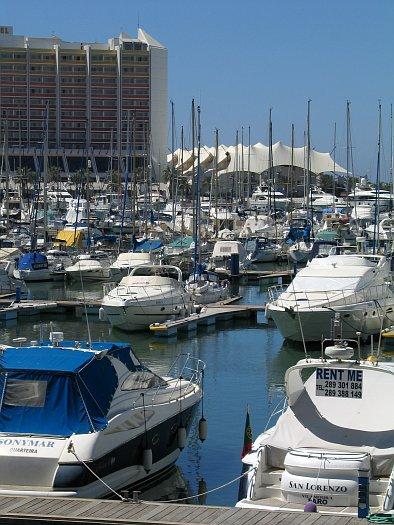
Vilamouras marina

Vilamoura är en ort i Algarve i Portugal. Turism är en viktig näring på orten.

## Turism
Vilamoura är ett av Algarves mest populära turistmål, mycket känt för sin stora marina och sina sandstränder Vilamoura Beach och Falésia.

Utöver det finns flera golfbanor och tennisbanor, samt tillgång till olika vattensporter som vattenskidåkning, segling, dykning och vindsurfning.

Vilamoura erbjuder även djuphavsfiske, romerska ruiner, kasino och ett antal diskotek.